# Лю-Хосар
Лю-Хосар (КН 547-1) — карстовая пещера (шахта) на горном массиве Долгоруковская яйла в Крыму. Относится к Горно-Крымской карстовой области.

## Описание
Карстовая шахта (пещера вертикального типа) на Долгоруковской яйле в Крыму. Относится к Горно-Крымской карстовой области. Заложена в верхнеюрских известняках. Протяженность пещеры 110 м, глубина — 48 м, площадь — 45 м², объём — 350 м³ (данные на 1997 год). Высота входа над уровнем моря — 790 м.
Расположена воронка пещера на Долгоруковской яйле между воронками пещер Аверкиева и Голубиной. Это самая маленькая в районе и относительно простая для прохождения пещера-понор. Состоит из одного хода-меандра и двух невысоких уступов. В конце пещеры есть расширение, попасть в которое можно только ползком. В сентябре 1998 года группа спелеологов-полтавчан обнаружила тягу воздуха между натеками на глубине 44 м в небольшом зале, которым заканчивалась пещера. За расширенной узостью оказался колодец глубиной 28 м и более 30 м горизонтального сильно заглиненного меандра (пройден в мае 1999 года), уходящего в сторону пещеры Аверкиева.

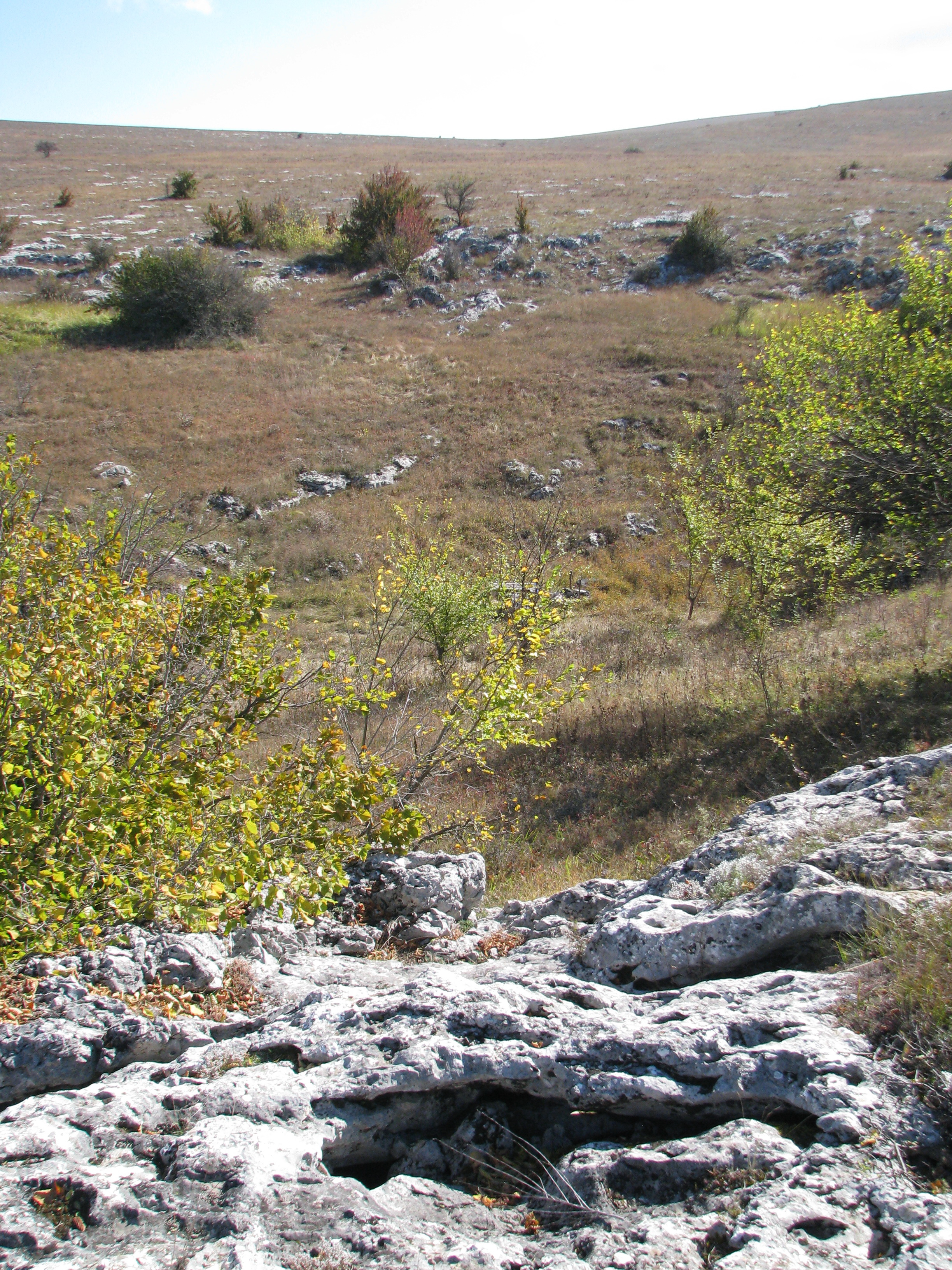
Воронка Лю-Хосар
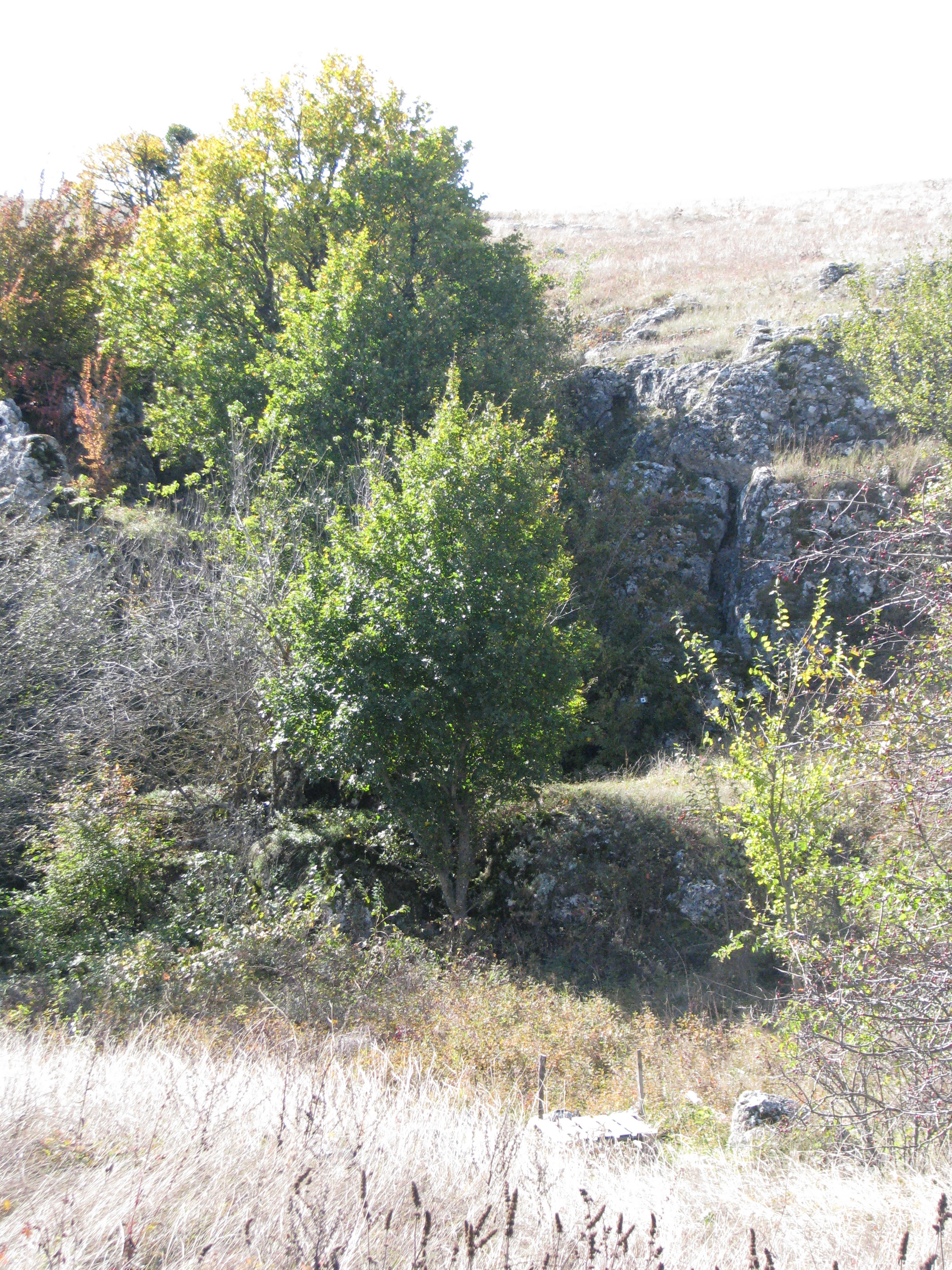
Воронка Лю-Хосар с севера
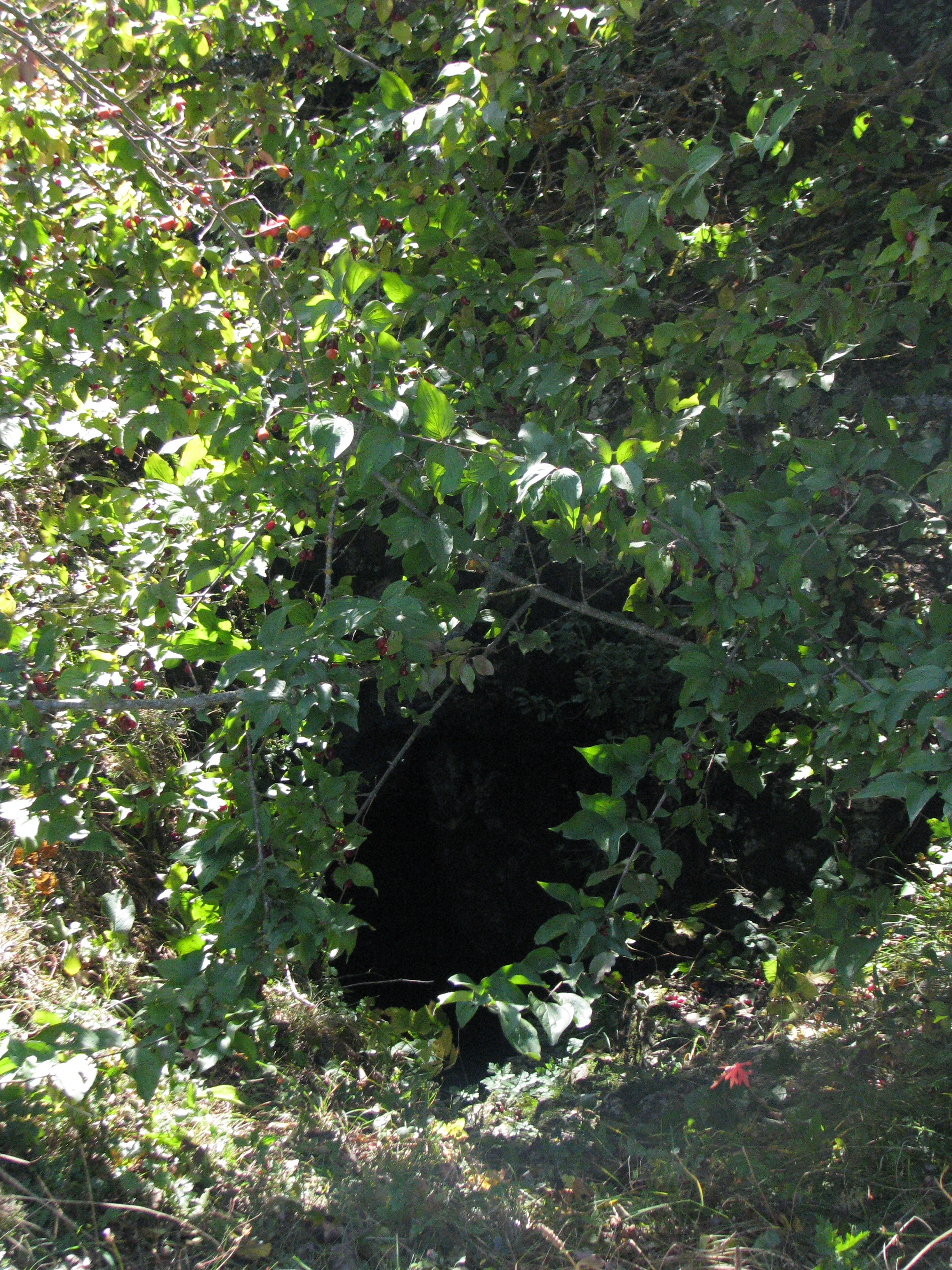
Вход
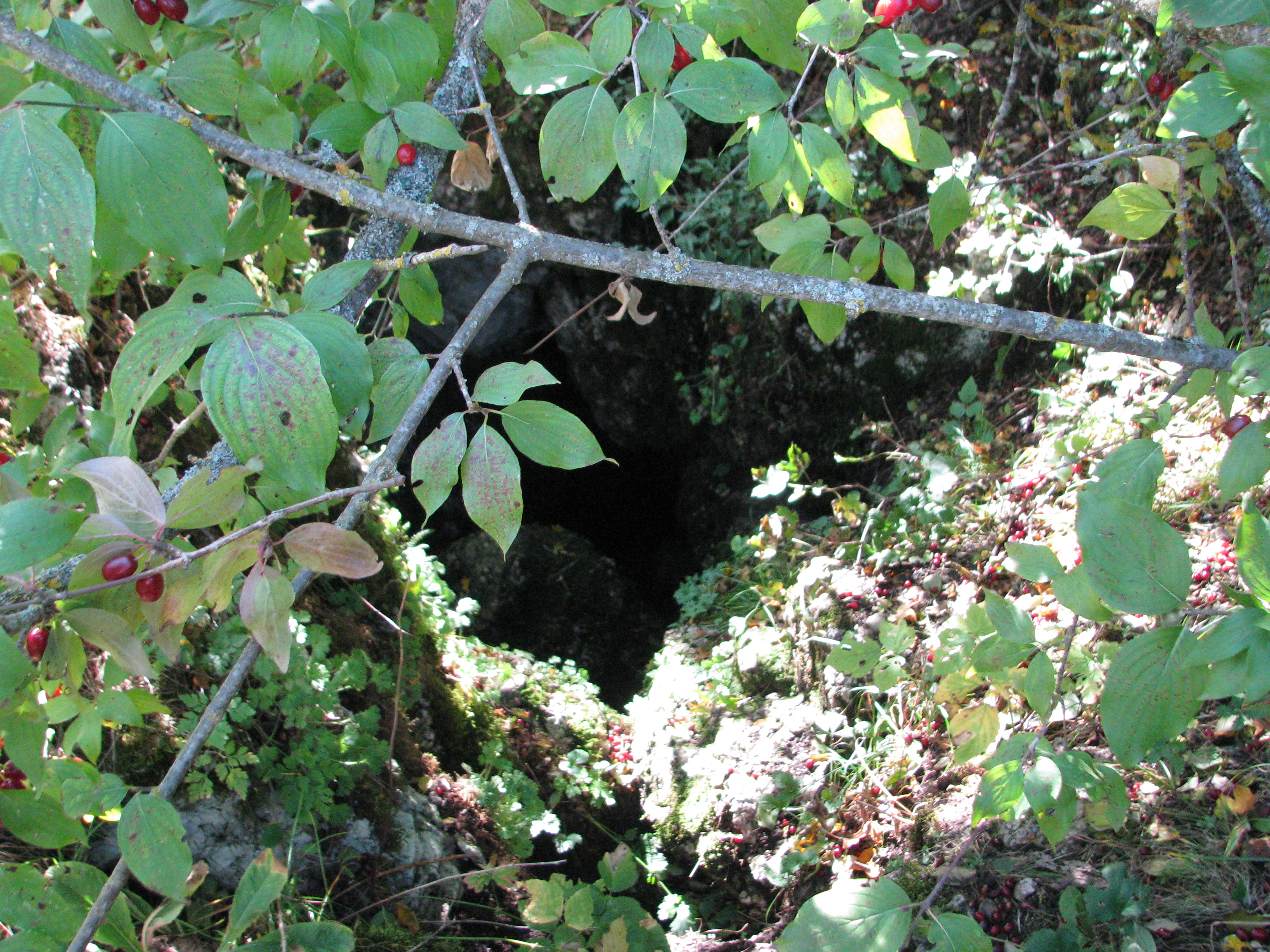
Вход
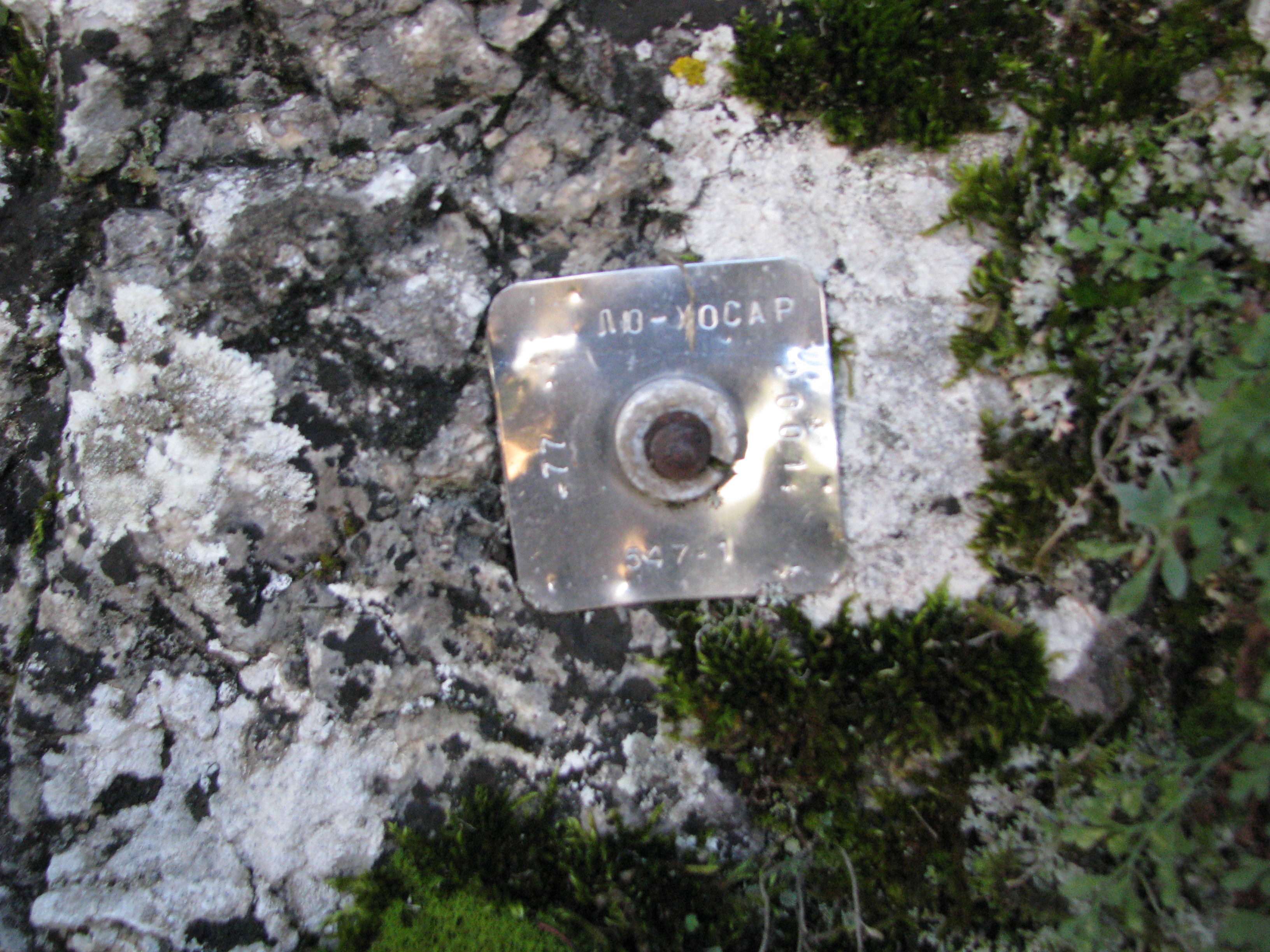
Кадастровый номер